# Comté de Telemark
Pour les articles homonymes, voir Telemark.
Le comté de Telemark (Telemark fylke en norvégien) est un fylke (comté) norvégien situé au sud du pays. Il est voisin des comtés de Vestfold, Buskerud, Vestland, Rogaland et Agder. Son centre administratif se situe à Skien et le conseil du comté est présidé par la conservatrice Gunn Marit Helgesen.
Il fusionna le 1er janvier 2020 avec le comté de Vestfold pour former le comté de Vestfold et Telemark, mais ce comté fut dissous le 1er janvier 2024 pour réétablir les comtés de Vestfold et de Telemark.

## Informations générales
Le comté se trouve au sud-est de la Norvège, et s’étend du plateau de Hardangervidda à la côte. Le littoral va du fjord Langesundsfjorden jusqu’à la limite de l’Aust-Agder. Le paysage du Telemark, constitué de nombreuses collines et vallées, est très accidenté et hétérogène.
Au début de l'ère viking, et avant l’avènement de Harald Ier, le Telemark formait plusieurs petits royaumes indépendants : le royaume du Telemark et ceux de Grenland et de Vestmar.
Les plus grands centres de population sont Skien, Porsgrunn, Notodden, Rjukan et Kragerø.
Il existe une race bovine issue de cette région, la telemarkfe, dite télémark en français.

## Population
La population du Telemark était de 166 700 personnes au 1er janvier 2007, soit 3,58 % de la population norvégienne.
C'est le treizième comté de Norvège par son nombre d'habitants.
| 1951    | 1961    | 1971    | 1981    | 1991    |
| ------- | ------- | ------- | ------- | ------- |
| 136 519 | 149 943 | 156 778 | 162 050 | 162 869 |

| 2001    | 2011    | 2020    | - | - |
| ------- | ------- | ------- | - | - |
| 165 595 | 169 185 | 173 355 | - | - |

## Géographie

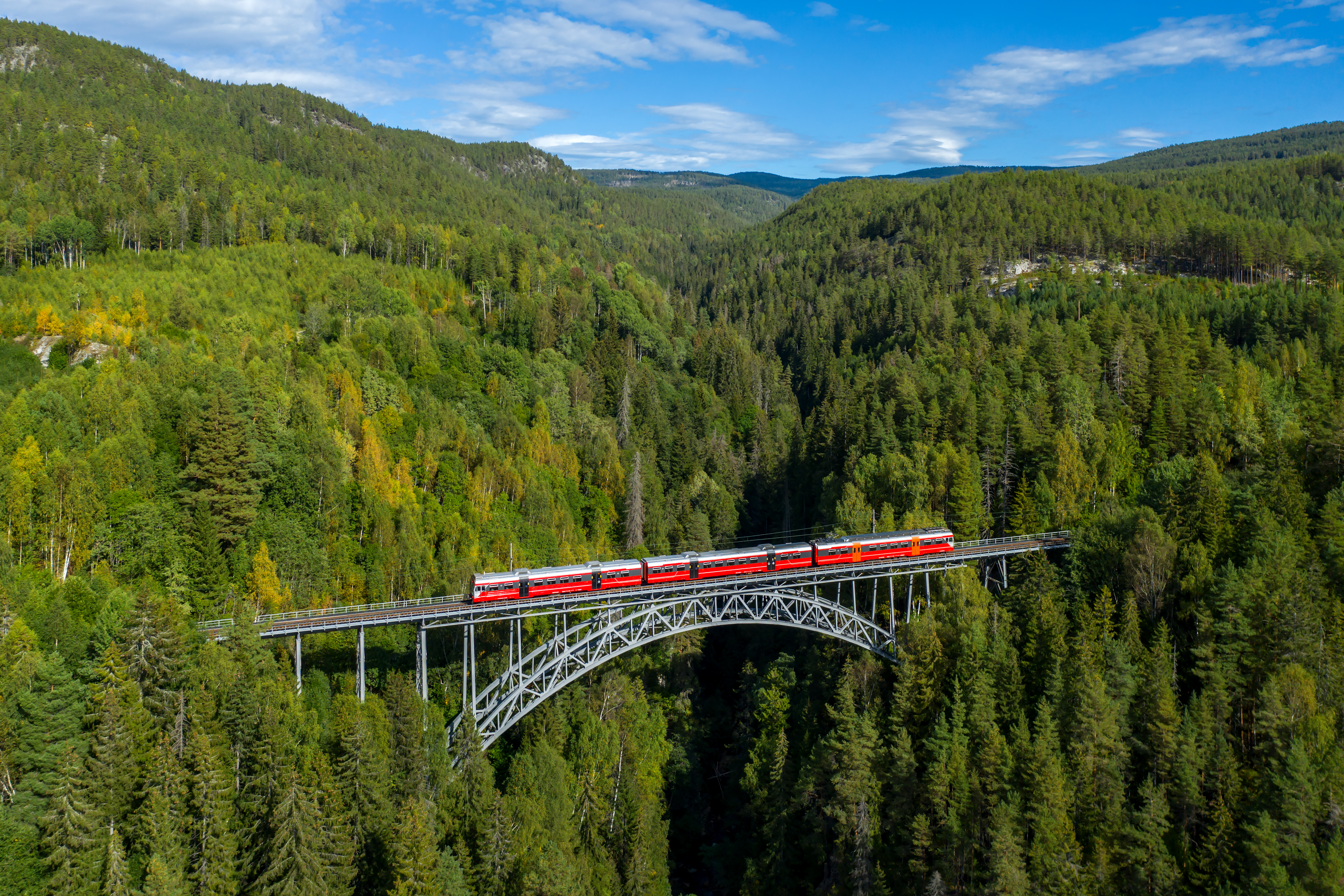
Bru over Hjuksa, vers Notodden et Hjukse, sur la Ligne du Sørland, dans le comté de Telemark. Septembre 2021.

Le Gaustatoppen domine la ville de Rjukan dans la commune de Tinn avec ses 1 883 m. Par temps clair on peut voir la Suède à l'est et la mer au sud. La vue permet de contempler un sixième de la Norvège.
Le plus grand lac du comté est le Nisser dans la commune de Nissedal. Sa superficie est de 76,30 km2 et sa profondeur de 234 mètres, ce qui en fait le dixième plus grand lac de Norvège.
Le Telemark présente une nature variée avec des archipels comme à Kragerø, des plateaux et des montagnes comme à Rjukan.
Avec 15 299 km2, le Telemark est le dixième comté de Norvège par sa taille.

## Municipalités
Le comté de Telemark est subdivisé en 18 municipalités (kommuner) au niveau local :

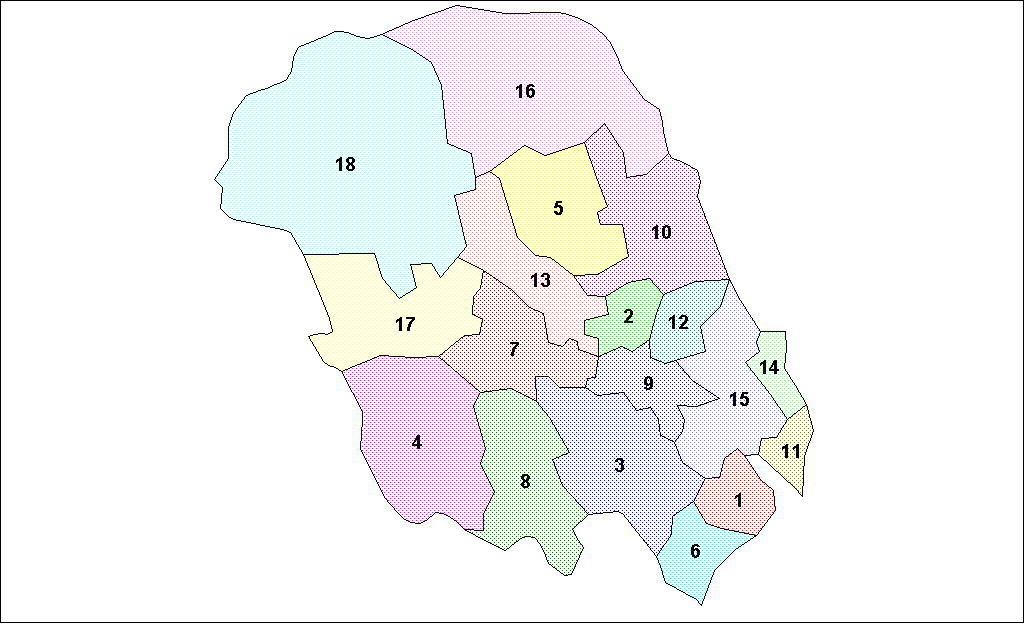
Les municipalités de Telemark.

| Num.  | Code  | Nom       | Habitants | Superficie (km2) | Quartier      |
| ----- | ----- | --------- | --------- | ---------------- | ------------- |
| 1     | 0 807 | Bamble    | 14 088    | 304              | Grenland      |
| 2     | 0 819 | Bø        | 6 101     | 263,1            | Midt-Telemark |
| 3     | 0 822 | Drangedal | 4 136     | 1 063            | Vestmar       |
| 4     | 0 834 | Fyresdal  | 1 323     | 1 280,6          | Vest-Telemark |
| 5     | 0 831 | Hjartdal  | 1 613     | 791,5            | Aust-Telemark |
| 6     | 0 814 | Kragerø   | 10 607    | 305,4            | Vestmar       |
| 7     | 0 828 | Kviteseid | 2 448     | 708,5            | Vest-Telemark |
| 8     | 0 833 | Nissedal  | 1 443     | 905,2            | Vest-Telemark |
| 9     | 0 815 | Nome      | 6 534     | 429,7            | Midt-Telemark |
| 10    | 0 811 | Notodden  | 12 717    | 919              | Aust-Telemark |
| 11    | 0 806 | Porsgrunn | 35 955    | 169,6            | Grenland      |
| 12    | 0 821 | Sauherad  | 4 338     | 321,4            | Midt-Telemark |
| 13    | 0 827 | Seljord   | 2 991     | 715,2            | Vest-Telemark |
| 14    | 0 829 | Siljan    | 2 335     | 213,8            | Grenland      |
| 15    | 0 805 | Skien     | 53 952    | 779,3            | Grenland      |
| 16    | 0 817 | Tinn      | 5 940     | 2 045            | Aust-Telemark |
| 17    | 0 830 | Tokke     | 2 246     | 985,5            | Vest-Telemark |
| 18    | 0 826 | Vinje     | 3 727     | 3 105,9          | Vest-Telemark |
| Total | 08    | Telemark  | 172 494   | 15 296           |               |

## Personnes célèbres de Telemark
- Hallvard Gråtopp (1400 - 1475), de Drangedal, qui a conduit l'insurrection contre la domination danoise en 1438
- Aasmund Olavsson Vinje (1818 - 1870), écrivain de Vinje
- Sondre Norheim (1825 - 1897), un des pionniers du ski sportif, de Morgedal à Kviteseid
- August Cappelen (1827 - 1852), peintre national romantique de Skien
- Henrik Ibsen (1828 - 1906), écrivain de Skien
- Theodor Kittelsen (1857 - 1914), peintre et dessinateur de Kragerø
- Vidkun Quisling (1887 - 1945), homme politique et traitre à la patrie de Fyresdal
- Aslaug Vaa (1889 - 1965), écrivain de Rauland à Vinje
- Tarjei Vesaas (1897 - 1970), écrivain de Vinje
- Anne Grimdalen (1899 - 1961), sculpteur de Skafså à Tokke
- Eivind Groven (1901 - 1977), compositeur de Lårdal à Tokke
- Klaus Egge (1906 - 1979), compositeur de Gransherad à Notodden
- Hans Herbjørnsrud (1938 - 2023), écrivain de Heddal à Notodden
- Tor Åge Bringsværd (1939 - ), écrivain de Skien
- Jan Kvalheim (1963 - ), joueur de volley-ball et de beach-volley
- Gisle Kverndokk (1967 - ), compositeur de Skien
- Odd Nordstoga (1972 - ), musicien de Vinje
- Tommy Svindal Larsen (1973 - ), footballeur de Skien
- Terje Haakonsen (1974 - ), snowboarder professionnel de Vinje
- Vegard Sverre Tveitan (1975 - ), musicien de Notodden
- Varg Vikernes (1973 - ), musicien fondateur de Burzum